# Demetra Vaka
Demetra Vaka, connue après son mariage sous le nom de Demetra Vaka-Brown, est née le 28 février 1877 à Büyükada, dans l'Empire ottoman, et morte le 17 décembre 1946 à Chicago, aux États-Unis. C'est une journaliste et une écrivaine gréco-américaine.

## Biographie
Issue de la minorité grecque de l'Empire ottoman, Demetra Vaka passe son enfance aux côtés de la population turque. Jeune fille, elle quitte sa famille et fuit aux États-Unis pour échapper à un mariage arrangé. Installée à New York, elle travaille durant six mois pour le journal de langue grecque Atlantis, avant de devenir professeure de français à la Comstock School.
En 1904, Demetra Vaka épouse l'écrivain américain Kenneth Brown (en), avec lequel elle ne tarde pas à écrire. En 1909, son deuxième livre, Haremlik, connaît un réel succès.

## Œuvres
- (en) The First Secretary, 1907 (en collaboration avec Kenneth Brown) ;
- (en) Haremlik, Some Pages from the Life of Turkish Women, 1909 ;
- (en) The Duke's Price, 1910 (en collaboration avec Kenneth Brown) ;
- (en) Finella in Fairyland, 1910 ;
- (en) In the Shadow of Islam, 1911 ;
- (en) The Grasp of the Sultan, 1916 ;
- (en) The Heart of the Balkans, 1917 ;
- (en) In the Heart of German Intrigue, 1918 (traduit en français sous le titre Les Intrigues germaniques en Grèce par Paul Desfeuilles, 1918).